# 湘西土家族苗族自治州民族中学
28°17′24″N 109°42′24″E / 28.28987°N 109.706726°E
湘西土家族苗族自治州民族中学，或简称湘西州民中，是一所位於中華人民共和國湖南省湘西土家族苗族自治州首府吉首市的全日制公辦高級中學，學校始於1936年創建的湖南屯区各县联立初级中学，中华人民共和国成立后改制为公办民族中学，文化大革命结束后，该校教学质量得到改善，并已成为湖南省示范性中学之一。

## 历史
湘西州民中肇始于民国二十五年（1936年）由湘西在地教育界人士石宏规、刘佛林、石启贵、龙达三、龙辑伍等倡议建立的湖南屯区各县联立初级中学:1042，校址位在乾城县所里镇盒溪书院内。1940年，湖南省政府决定将湖南屯区各县联立初级中学更名为湖南省立第十三中学，开始招收原住民学生；并于1944年起开设高中部，成为完全中学，期间学校曾多次迁址:1043。
1949年，中共及中国人民解放军进入乾城县，同年12月8日，甫成立的乾城县人民政府派出专员接管十三中，并于1952年6月20日将其更名为湘西民族中学:1043；1953年，再度更名为湖南省立吉首民族中学，随后开始招收高中班；文化大革命期間，該校的教師遭到批鬥、正常教學秩序遭到嚴重破壞，学校民族教育事业几乎没有进展:1041；该校更于1968年改制为湘西州中小学教师训练班，主要承担教师进修培训业务:1043；1969年，训练班被湘西州革命委员会行政下放到吉首县，并更名为吉首县第二中学:734。
1978年，吉首县第二中学更名为湘西自治州民族中学；1980年，获列為湖南省屬重點中學:947。1983年，该校与州内多所中学一道被州府列为民族寄宿中学:1043，建制延续至今。

## 现况
湘西土家族苗族自治州民族中学的校训是“誠，朴，勤，勇”，办学理念则是“立德立校，突出特色，開拓創新，全面发展”及“一切为了学生，为了学生的一切”:947。作为一所民族中学，学校降低录取标准，招收了不少土家族及苗族学生:1043-1044。但其培養的學生中也不乏考入北京大學及清華大學等国内重點高校者:947。除此之外，湘西州民中还先後被中华人民共和国国务院、共青团中央、教育部授予“全国民族团结进步先进集体”、“活跃的中学生活先进学校”、“全国德育先进学校”等称号:947。

## 延伸阅读
- 熊中根. . 安徽省合肥市: 黄山书社. 1996年. ISBN 9787806300701.